# Halowe Mistrzostwa Europy w Lekkoatletyce 1986 – bieg na 60 m mężczyzn
Bieg na 60 metrów mężczyzn – jedna z konkurencji biegowych rozgrywanych podczas halowych lekkoatletycznych mistrzostw Europy w  hali Palacio de Deportes w Madrycie. Eliminacje, półfinały i bieg finałowy zostały rozegrane 22 lutego 1986. Zwyciężył reprezentant Belgii Ronald Desruelles. Tytułu zdobytego na poprzednich mistrzostwach nie bronił Mike McFarlane z Wielkiej Brytanii.

## Rezultaty

### Eliminacje
Rozegrano 4 biegi eliminacyjne, do których przystąpiło 20 biegaczy. Awans do półfinałów dawało zajęcie jednego z pierwszych dwóch miejsc w swoim biegu (Q). Skład półfinałów uzupełniło czterech zawodników z najlepszym czasem wśród przegranych (q).
Opracowano na podstawie materiału źródłowego.
Bieg 1
| Miejsce | Zawodnik          | Czas | Uwagi |
| ------- | ----------------- | ---- | ----- |
| 1       | Steffen Bringmann | 6,64 | Q     |
| 2       | Bruno Marie-Rose  | 6,70 | Q     |
| 3       | István Tatár      | 6,74 |       |
| 4       | Florencio Gascón  | 6,76 |       |
| 5       | Angelos Angelidis | 6,96 |       |

Bieg 2
| Miejsce | Zawodnik        | Czas | Uwagi |
| ------- | --------------- | ---- | ----- |
| 1       | Frank Emmelmann | 6,64 | Q     |
| 2       | Christian Mark  | 6,67 | Q     |
| 3       | Antoine Richard | 6,68 | q     |
| 4       | Dušan Sukup     | 6,78 |       |
| 5       | Anri Grigorow   | 6,79 |       |

Bieg 3
| Miejsce | Zawodnik           | Czas | Uwagi |
| ------- | ------------------ | ---- | ----- |
| 1       | José Javier Arqués | 6,68 | Q     |
| 2       | Andreas Berger     | 6,69 | Q     |
| 3       | Andreas Knötgen    | 6,69 | q     |
| 4       | Volker Schulz      | 6,69 | q     |
| 5       | Luís Cunha         | 6,92 |       |

Bieg 4
| Miejsce | Zawodnik            | Czas | Uwagi |
| ------- | ------------------- | ---- | ----- |
| 1       | Ronald Desruelles   | 6,64 | Q     |
| 2       | Antonio Ullo        | 6,67 | Q     |
| 3       | Stefan Burkart      | 6,68 | q     |
| 4       | Krzysztof Zwoliński | 6,81 |       |
| 5       | Valentín Rocandio   | 6,88 |       |

### Półfinały
Rozegrano 2 biegi półfinałowe, w których wystartowało 12 biegaczy. Awans do finału dawało zajęcie jednego z trzech pierwszych miejsc w swoim biegu (Q).
Opracowano na podstawie materiału źródłowego.
Bieg 1
| Miejsce | Zawodnik           | Czas | Uwagi |
| ------- | ------------------ | ---- | ----- |
| 1       | Steffen Bringmann  | 6,62 | Q     |
| 2       | José Javier Arqués | 6,65 | Q     |
| 3       | Bruno Marie-Rose   | 6,65 | Q     |
| 4       | Antonio Ullo       | 6,65 |       |
| 5       | Christian Mark     | 6,66 |       |
| 6       | Volker Schulz      | 6,68 |       |

Bieg 2
| Miejsce | Zawodnik          | Czas | Uwagi |
| ------- | ----------------- | ---- | ----- |
| 1       | Ronald Desruelles | 6,57 | Q     |
| 2       | Andreas Berger    | 6,62 | Q     |
| 3       | Frank Emmelmann   | 6,63 | Q     |
| 4       | Antoine Richard   | 6,64 |       |
| 5       | Stefan Burkart    | 6,70 |       |
| –       | Andreas Knötgen   | DNF  |       |

### Finał
Opracowano na podstawie materiału źródłowego.
| Miejsce | Zawodnik           | Czas |
| ------- | ------------------ | ---- |
| 1       | Ronald Desruelles  | 6,61 |
| 2       | Steffen Bringmann  | 6,64 |
| 3       | Bruno Marie-Rose   | 6,65 |
| 4       | Frank Emmelmann    | 6,66 |
| 5       | Andreas Berger     | 6,70 |
| 6       | José Javier Arqués | 6,70 |